# Осінкі (Мазовецьке воєводство)
Осінкі (пол. Osinki) — село в Польщі, у гміні Жечнюв Ліпського повіту Мазовецького воєводства.
Населення — 40 осіб (2011).
У 1975-1998 роках село належало до Радомського воєводства.

## Демографія
Демографічна структура станом на 31 березня 2011 року:
|          | Загалом | Допрацездатний вік | Працездатний вік | Постпрацездатний вік |
| -------- | ------- | ------------------ | ---------------- | -------------------- |
| Чоловіки | 17      | 4                  | 8                | 5                    |
| Жінки    | 23      | 6                  | 8                | 9                    |
| Разом    | 40      | 10                 | 16               | 14                   |